# Bhuntar
Bhuntar is een nagar panchayat (plaats) in het district Kullu van de Indiase staat Himachal Pradesh. 

## Demografie
Volgens de Indiase volkstelling van 2001 wonen er 4.260 mensen in Bhuntar, waarvan 55% mannelijk en 45% vrouwelijk is. De plaats heeft een alfabetiseringsgraad van 80%. 